# ビアポン

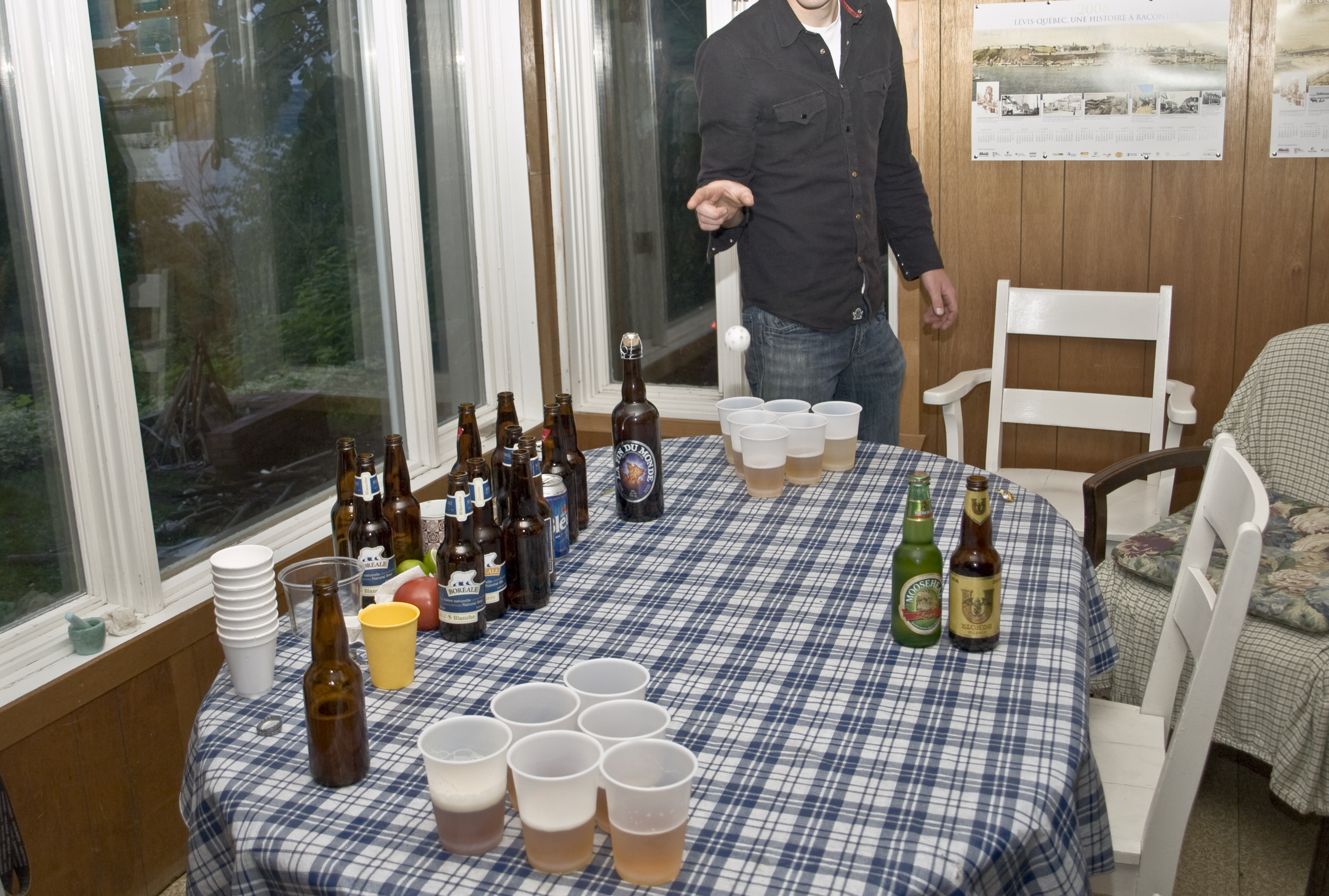
ビアポン

ビアポン（Beer Pong）は、テーブルの両端に置かれた水もしくはビールが入ったカップに、ピンポン玉をテーブルの両端から投げ入れあう競技である。

## 概要
通常、1チーム2人から4人で構成された2チームによって競われ、プラスチックカップ10個、テーブルの両端に三角形に配置し競技される。カップには、水もしくはビールがカップの4分の1程度満たされている。玉がカップに入った場合、入れられた側のチームはカップを規定の位置から外し、テーブルのサイドへどけていき、カップ数が決まった数になった時にカップをリフォーム(re-rack)し、決まった形に整え、最後のカップ”ラストカップ”の時は中央に配置、相手よりも早く全てのカップにピンポン玉を投げ入れたほうが勝ちという基本ルールとなる。投げる順番は、ルールによって異なる。通常、１人１球ずつ交互に投げていくという形で進められる。 
ビアポンは、世界各地に広まりパーティーのテーブルゲームだけでなくスポーツとして競技されている。北米では、年齢制限によって飲酒が禁止されている高校生間でも競技されている。飲酒は強制されていないので小さい子供から年配の人まで幅広く楽しめるスポーツである。
ビアポンが生まれた当初から、ルールには加筆、修正が加えられており、国、州、また家庭によって異なるものが存在したが、2006年BPONG.comがWSOBP（The World Series of Beer Pong）を開催し、無数にあるローカルルールを統一したオフィシャルルールを制定した。また、ビアポンを競技仕様に修正し、世界各地で人気なスポーツに変身した。
WSOBP（The World Series of Beer Pong）は毎年の１月にラスベガスに開かれ、世界各地から選手が集まり、高額賞金を争うレベルの高い大会である。2013年夏からMASTER OF BEER PONGも開かれ、賞金額が10万ドルになっている。
世界各地にビアポン団体があり、WSOBPルールを基準にした大会が世界各地で開かれ、優勝者をWSOBPに送り込む団体もたくさんある。カナダやメキシコの近隣はもちろん、ヨーロッパはアイランド、オーストリア、オランダ、イタリアから参戦チームも多く、アジアでは日本が3年連続参戦している。
日本では2010年に国内での普及を目指して「日本ビアポン協会」が設立された。
2012年6月には、関東を拠点にビアポンを広める団体「東京ビアポン倶楽部」が設立。
”水曜PONGでしょう！”というビアポンを広めるイベントを毎週水曜日に東京都内で行い、定期的に公式大会も開催している。
日本では純粋に競技を楽しむ、その延長で大会に参加するプレーヤーが多くいる。国内大会のみならず、世界大会に挑戦する日本人選手もいる。WSOBP世界大会では2009年から日本人選手が参戦、現在最上位の記録は2013年WSOBP VIIIに出場したTOKYO SPLASH KINGSの96位。

## 競技方法
主に2種類に分けており、WSOBP世界大会ルールとパーティールールに分けられ
WSOBP世界大会ルールはBPONG.COMが定められたもの、更新時公式ホームページに記載され、競技をメインに作られたものである。入れられたカップのビールを飲み干す必要はない。
パーティールールはローカルルールやハウスルールともいい、パーティーを主催する家主やプレーヤー同士でルールを定める。
特定した仕様がなく、競技よりもアルコールを楽しむ要数が多く、入れられたカップのビールを飲み干さないといけないルールをはじめ、ゲームに負けたら全裸でダンスなどの罰ゲームを設ける。
飲んではしゃくことが目的のルールである。
WSOBPを主催しているBPONG.COMがWSOBPルールに適用する商品を販売しており、専用テーブル、カップ、ボール、カップの位置を肯定するラックまで作られていて、世界中のプレーヤーがどこでも同じ環境でプレーすることができる。

### WSOBPルール-基本
テーブルの両側に専用ラックを使って10個の水を入ったカップを並べ、先攻後攻を決める。
先攻チームがまず1球投げ、以降各チーム1人1球（計2球）ずつ交互に投げる。2球連続で入った場合はボーナスショットとしてもう1球投げられる。
入れられたカップは脇へ取りのけていき、カップ数が6個3個になった時にカップを三角形に整え、ラストカップの時は最後列中央に配置する。
先にラストカップを入れた方が勝ちではなく、ラストカップを入れられた方のチームは反撃チャンスとして成功し続ける限り何球でも投げられる。1球でもミスしたらそこでゲームオーバー、反撃側がラストカップまで連続成功させた場合は3カップずつの延長戦に突入する。
延長戦は先にラストカップを入れたチームが先攻で最初から2球投げられる。あとは勝負がつくまで3カップずつの延長戦が繰り返される。
ただし先にラストカップの状態になって、連続2球目に入れられた場合は、反撃側も2球目まで投げることができる。
またはお互いラストカップの状態になって、1球目外し、2球目入れられた場合は、反撃側も2球目まで投げることができる。
チーム
性別関係なく1チーム2人の2対2、他に男女混合の2対2、男女別の1対1、男子2人女子1人で3対3もある。
道具
- テーブル　8ft x 2ft x 27.5ft BPONG製か相当サイズもの
- ボール　40mm BPONG製か相当サイズもの
- カップ　口径3-5/8″高さ4-5/8″底径2-1/4″容量16oz BPONG制か相当サイズもの
- ラック　BPONG製か相当サイズもの

### パーティールール
チーム
通常、ビアポンは2人/1チームが2チーム集まり競技されるが、1人/1チームや2人以上/1チームの構成で競技することも可能である。ゲームは、それぞれのチームがカップが配置されたテーブルの両端に立ってから開始される。
道具
- テーブル

競技は通常卓球台、もしくは折りたたみ式テーブル上で行われるが、熱狂的競技者は友人や来客との利用のために個人仕様のテーブルを作ることもある。一般的にテーブルはベニア板を定型のサイズに合わせて加工して作られる。テーブルにはスポーツ、学校、同好会のシンボルをペイントした後、防水加工処理される。いくつかの企業がテーブルを販売しており、その中の数社は折りたたみ式のポータブルテーブルや膨らませることができるテーブルを製造している。平たい面の上であれば競技することができるため、ドアやダイニングテーブルで行われることもある。
- カップ

一番よく使われるのは、16オンスの使い捨てレット色もしくはブルー色プラスチックカップである。カップには溝（ライン）が付けられており、注がれるビールの量を正確に測ることができる。各チームは、カップをテーブルの両端に正確な三角形に整え、三角形の先端を相手チームに向けるよう調整する。通常各チーム6個、10個、もしくは15個のカップを利用し、ボールを洗浄するためのカップとして1個を使う。 
- ボール

33mm、もしくは40mmの卓球玉（ピンポン玉）が通常利用される。
勝敗
一方のチームが最後のカップに投げ入れることに成功した場合、ハウスルールによるが、もう一方のチームが全てのカップを次のターンで入れない限り、その入れられた側のチームの敗北となる。この入れられたチーム側の行為を償還（リデンプション）と呼ぶ。

## ショット技術
投げ方によって異なるショットの軌道 

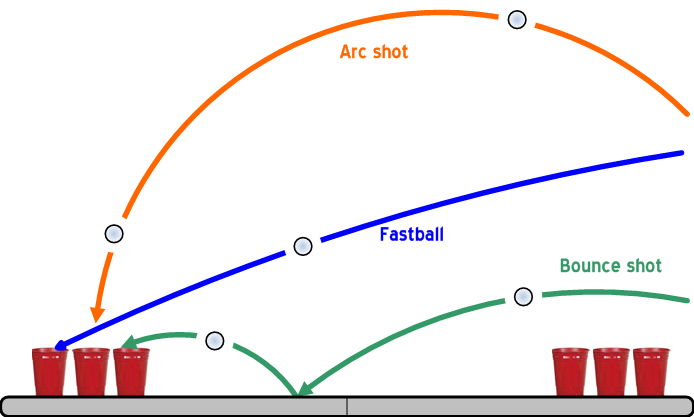
ショットの軌道

ビアポンには、アーチ、ファーストボール（もしくは、レーザー）、バウンドショット、という3つの投げ方がある。
最も一般的な投げ方は、アーチショットである。親指と人差し指でピンポン玉を持ち、肘にある一定の角度を付け、ボールを上に向ける。そして、やわらかく肘を使い、上腕をテーブルに平行にしたまま投げる。
ファーストボールを利用する競技者も存在する。目標とするカップに対し、早いモーションでボールを投げる。ボールは一直線にカップに投げる。
バウンドショットはボールをカップ目掛けてテーブルにバウンドさせる投げ方である。

## アルコール
アルコールを飲んで楽しむ人は数ゲームのうちに大量のビールを消費するため、安価なペールビールかアルコール度数3.2%-5%のライトビールが好まれる。
アメリカでは学内でのアルコール摂取が禁止されている大学では、飲酒しない人は、ビールを使わなくてもよいとしている。その場合、ルートビールのようにソフトドリングか水で競技することもでき、そのカップを飲まなくてもよいが、別カップにビールは用意されているもある。
日本ではビアポンを健全なスポーツとして、強制飲酒と一気飲みをなくすために、2013年度より東京ビアポン倶楽部が主催する公式大会、地区予選、ミニトーナメント、ビアポン体験会（水曜PONGでしょう！）などでは、試合中のビール及びお酒の提供を取りやめている。

## アメリカでのビアポン歴史
この競技は、パドルを使ったビアポンから発生したものである。起源は、1950年代、60年代のダートマス大学内同好会の飲酒文化にあると言われている。ビアポン誕生当初は卓球に酷似しており、卓球そのものに、両端に配置した1個、もしくは2個のカップにボールを入れるという要素が加わったものであった。その後、パドルを使わずに行う競技が誕生し、1980年代アメリカで、ビアポンとベイルート (Beirut) という競技名が付けられた。
ベイルートとビアポンは同義語であり、パドルを使わないビアポンを意味する競技名として使われている。地域によっては、ビアポンをパドル付きの競技、ベイルートをパドルなしの競技として利用されている。しかし、カレッジヒューマーの調査は、ベイルートよりもビアポンの方がパドルなしの競技として共通的に使われている競技名であることを示している。ベイルートという競技名の起源については論争がある。2004年に発行された、プリンストン大学の学生誌「デイリープリンストニアン」の署名記事では、レバノンの首都であるベイルートが多くの戦いの場となったレバノン内戦発生時に、バックネル大学、もしくはリーハイ大学で名づけられたとしている。他の説は、リーハイ大学の同好会メンバーが、全てのパドルを壊してしまった後に、始めた競技だとしている[7]。リーハイ大学のライバル校であるラファイエット大学の数名の学生は、近代のパドルを使わないビアポンはラファイエット大学で開発されたと主張しているが、同大学の学生新聞は、その主張には証拠がないとしている。

### メディア
ウォールストリートジャーナル、タイムやその他のメディアは、ビアポン道具（テーブル、マット、カップ、衣服等）の販売ビジネスが増加してきていると報道しているは、何人かのビアポン競技者にスポットを当てたドキュメンタリーで、WSOBP IIのために準備していき、最後はお互いに$20,000の賞金を賭けて戦うというもの。ディレクターはダン・リンゼイで、2008年6月13日に開かれたシネベガスフィルム祭で、最優秀賞を獲得した。WSOBP Vは更にメディアの注目を集め、マキシムマガジンのライター、ESPNマガジン関係者の出席、そして、1月8日のThe Jay Leno Showでは、特番が組まれた。2010年1月11日に放映された、G4's Attack of the Showでも特番が組まれた。
AP通信は、ビアポンやその他飲み会でのゲームを大学生の死の原因として引用している。
タイムマガジンは、ビアポンの普及[33]についての記事と動画を自社のウェブサイトに載せた。どちらも、競技者がビアポンは、ビリヤードやダーツと同じようにスポーツでありゲームではないと主張するものであった。
リック・レイリーは、ESPNマガジンに、WSOBP IVの特集記事を載せた。
ビアポンは、Late Night with Jimmy Fallonでも取り上げられ、ファロンが、ゲストであるベティー・ホワイト、セリーナ・ウィリアムス、アンナ・クルニコワ、シャーリーズ・セロン、そしてジェシカ・アルバと競技をしているところが放映された。
コルベア・レポーでも、特集が組まれた。
In Road Trip: Beer Pong は、ビアポンに焦点が絞られた映画であった。映画が撮られたアンガススコット大学は、学生からの苦情があったため、映画の製作者・出演者・協力者・資料提供者等のリストへの大学名の提示を拒んだ。
Episode 2 ("Hazed and Confused")では、2つの同好会間のビアポンが取り上げられた。

### 出版物
2009年8月29日に、クロニコルブックスは、200ページに渡りビアポンを紹介する、The Book of Beer Pongを出版した。

### バドポン
バドポンとは、企業ブランド化されたバージョンのビアポンで、アンハイザー・ブッシュ社がバドワイザー等のビール類ではなく、水を飲むゲームだと主張するものである。2005年夏、アンハイザー・ブッシュ社が販促品である「バドポン」セットを卸業者に対して展開し始めた。ニューヨークタイムズは、消費者市場担当副社長フランシス・アイ・カッツが、プロモーションはバーで行われており、大学のキャンパスで行われてはいないため、バドポンは未成年者の飲酒を助長するものではないとのコメントを記載している。更にカッツはそこで、バドポンは暴飲を助長するものでなく、オフィシャルルールではビールではなく、水での競技としていると言及している。
ニューヨークタイムズは、クレムソン大学付近に位置するいくつかのバドポン企画に関わったクラブの店員のコメントを載せている。「水で競技しているところは見たことがなく、通常通り、ビールでビアポンが行われていた」。

### ビデオゲーム
2008年7月、JV Games社がダウンロード可能なWiiウェア向けタイトルとして『Beer Pong! Frat Party Games』をリリースした。その後、保護者や大学関係筋からの苦情が多く、『Pong Toss! Frat Party Games』としてタイトル名を変更し、アルコールに関連する表現は取り除かれた。

### 派生競技
- ビアポンゴルフ-ビアポンをゴルフ仕様(手でボールをカップに投げて入れるのに対してゴルフクラブでボールをカップに打って入れる)で行う競技。狙いやすいようにカップに見立てた穴が空いた傾斜のあるボードで行うことがある。